# Tuinwerktuig

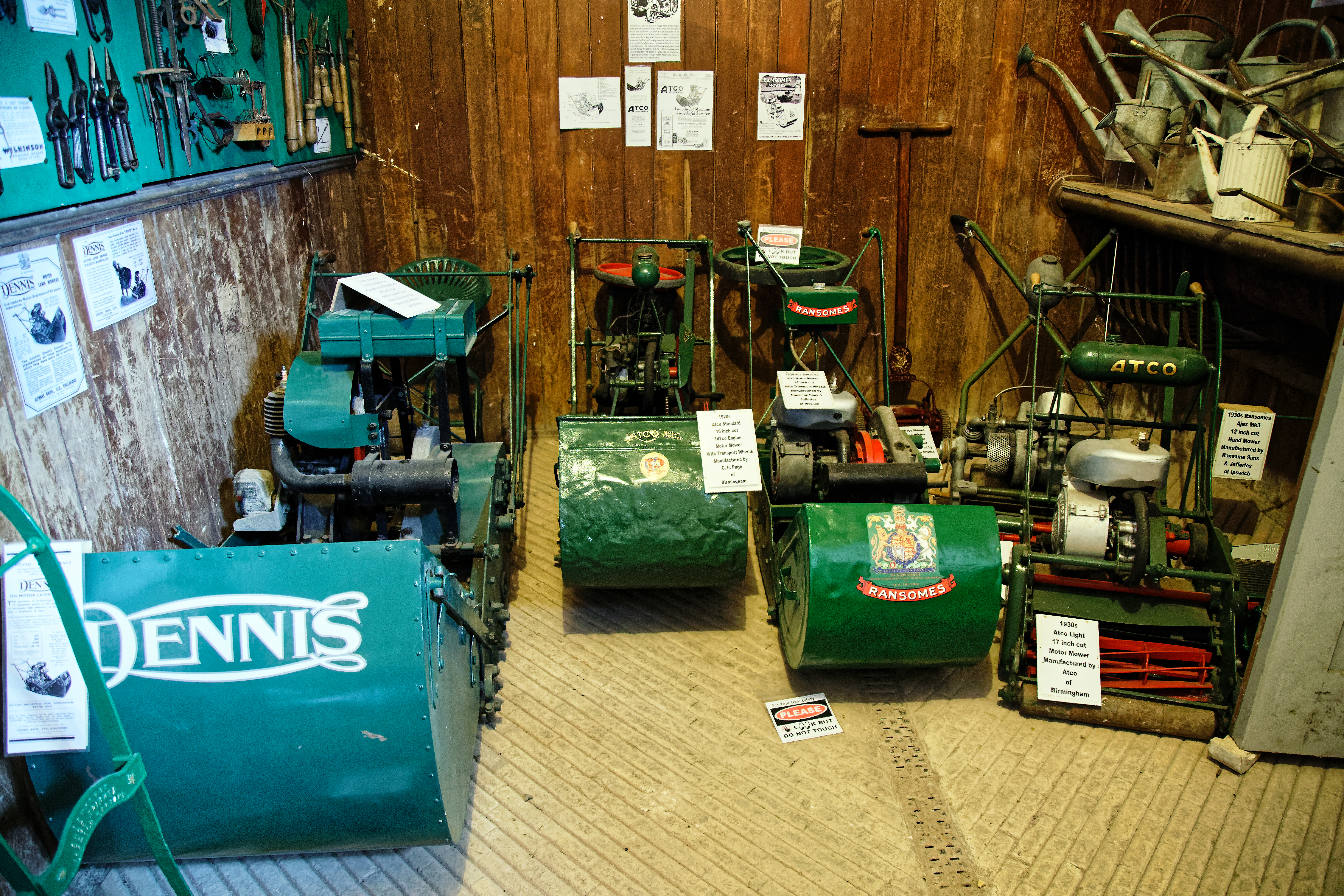
Tuinwerktuigen in een museum

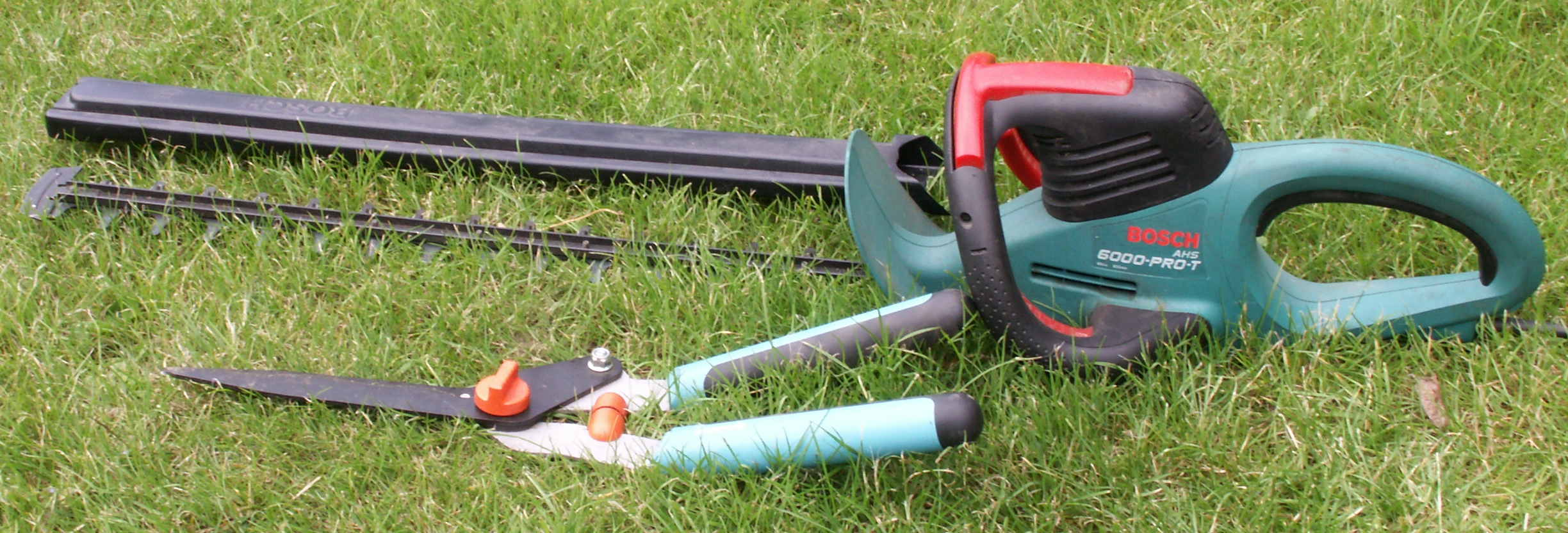
Elektrische en handmatige heggenschaar

Tuingereedschap, tuinwerktuigen of tuinmachines zijn hulpmiddelen die dienen om handwerk in parken en tuinen te verlichten of geheel te vervangen door mechanische systemen. Het gebruik van tuinwerktuigen vermindert de fysieke inspanning van het tuinieren en verhoogt de productiviteit en efficiëntie. De variatie in dit soort apparatuur is groot, van eenvoudig handgereedschap voor de moestuin tot geavanceerde machines in de professionele tuinbouw.
Tuinmechanisatie is het proces waarbij handmatig tuingereedschap wordt vervangen door gemotoriseerde systemen met als doel de fysieke belasting verder te verlagen en de productiviteit te verhogen. De opkomst van tuinmechanisatie werd mogelijk gemaakt door de industriële revolutie. Gemotoriseerde tuinmachines produceren vaak geluid, wat kan leiden tot geluidshinder. Met name de hakselaar en bladblazer staan bekend als luidruchtig. Tuinmachines met tweetaktmotoren, zoals veel bladblazers, veroorzaken daarnaast luchtvervuiling door de uitstoot van fijnstof en andere schadelijke stoffen. Alternatieven zoals accumachines veroorzaken minder uitstoot, minder geluidshinder en lagere gebruikskosten. Er bestaan ook elektrische tuinmachines die met een kabel rechtstreeks op het elektriciteitsnet zijn aangesloten, zoals elektrische grasmaaiers en heggenscharen.

## Soorten tuinwerktuigen
Tuinwerktuigen kunnen niet alleen worden ingedeeld op basis van hun aandrijving (handmatig, met verbrandingsmotor of elektrisch), maar ook op basis van hun functie.

### Grondbewerking
Een geslaagde gewasproductie begint met een degelijke grondbewerking. In de moestuin gebeurt dit vaak met tuinwerktuigen zoals een plantenschepje om plantgaten te maken, een schop of spade voor het omspitten en keren van de grond, en een handharkje, hark of handcultivator om de bovengrond los te trekken en te egaliseren. Voor oppervlakken die groter zijn of waar zwaardere bewerkingen nodig zijn, wordt meestal een gemotoriseerde tuinfrees of kleine cultivator ingezet; deze vervangen het handwerk en maken het bewerken van grotere percelen praktisch uitvoerbaar.

### Bodem- en gewasverzorging
Na de grondbewerking richt het onderhoud zich op de groei en gezondheid van de planten. Onkruid wordt regelmatig bestreden met een schoffel, terwijl bewatering plaatsvindt met een gieter, tuinslang of sproeisysteem afgestemd op het type gewas. Voor de gerichte toepassing van meststoffen of gewasbeschermingsmiddelen wordt een drukspuit gebruikt; snoeiwerkzaamheden en vormsnoei van struiken en hagen gebeuren met een snoeischaar, heggenschaar of takkenzaag. Voor het onderhoud van gazons is de grasmaaier het standaardwerktuig.

### Oogst
Voor het oogsten zijn er ook specifieke tuinwerktuigen: plukscharen voor groenten, fruit en bloemen; appel- of fruitplukkers voor hooghangend fruit; en manden of kratten voor het verzamelen en vervoeren van de oogst. In grotere moestuinen en boomgaarden worden daarnaast vaak mechanische hulpmiddelen ingezet, zoals kleine maaiers, oogstmachines of transportbanden, om het werk te versnellen.